# Sagard
Sagard er en by og kommune i det nordøstlige Tyskland, beliggende under Landkreis Vorpommern-Rügen på øen Rügen. Landkreis Vorpommern-Rügen ligger i delstaten Mecklenburg-Vorpommern.
Byen og området er beliggende ca. 16 km nordøst for Bergen auf Rügen og 7 km vest for Sassnitz på halvøen Jasmund. Sagard grænser op til Nationalpark Jasmund, og i sydvest ligger kommunen ud til Großer Jasmunder Bodden.

## Landsbyer og bebyggelser
- Groß Volksitz
- Gummanz
- Marlow
- Neddesitz
- Neuhof
- Polkvitz
- Quatzendorf
- Sagard
- Wostevitz